# Iglesia de San Biagio (Serra San Bruno)
La iglesia de San Biagio es la iglesia madre de Serra San Bruno, en la provincia de Vibo Valentia y está consagrada a San Biagio, patrón de la ciudad.

## Descripción
La fachada, realizada en granito local, fue diseñada por el arquitecto serrese Biagio Scaramuzzino, que dejó interrumpidas las obras a mitad de la hornacina que hoy alberga una estatua de mármol que representa el Corazón de Jesús. Fue completado por otro arquitecto de Serre, Salomone Barillari, durante la segunda mitad del siglo XIX. En las logias de las campanas destacan dos ángeles de mármol de principios del siglo XVII procedentes de la Certosa, atribuidos recientemente al escultor alemán David Müller.El interior, de tipo basilical con tres naves divididas por pilares, es muy rico en obras de arte, algunas de ellas de considerable valor. En el primer y tercer pilar, desde la derecha, cuatro estatuas de mármol, S. Stefano, S. Bruno, la Virgen y S. Juan Bautista, procedentes de la Certosa. La Virgen y San Bruno descansan sobre dos paneles, firmados y fechados ESCULTURA TUDESCO DE DAVID MULLER 1611, minuciosamente tallados en bajorrelieve, el primero representando el Belén y el segundo la conspiración de Capua, en la que el santo cartujo se aparece al Conde Roger de los normandos y lo salva de la traición de los conspiradores liderados por Sergio. Las otras dos estatuas son de la escuela siciliana del siglo XVII. En el segundo pilar de la izquierda se encuentra un interesante púlpito de madera diseñado y dirigido por el arquitecto Biagio Scaramuzzino. El trabajo es admirable, no sólo por el diseño, sino también por el gran trabajo de paciencia. La chapa de nogal que lo recubre, de hecho, está trabajada a mano y, aplicada a la estructura como las piezas de un mosaico, se mantiene unida con diminutas cuñas. En la nave izquierda, en la primera capilla, destaca una estatua de madera que representa a San José. Realizada a principios del siglo XIX por el artesano Vincenzo Zaffino, sigue las estatuas barrocas de Fanzaga en los floridos del manto y en la forma del cuerpo, que muestra una ligera torsión. A la izquierda, destaca una bella estatua de madera de finales del siglo XVIII que representa a San Pasquale di Baylon, obra de otro escultor de Serre, Vincenzo Scrivo. En la segunda capilla de la nave izquierda destaca por su excepcional realismo plástico el Crucifijo de Antonio Scrivo, en el que destaca especialmente la talla de los colgajos de piel que se levantan alrededor de las heridas y la escultura de la cuerda que ata el taparrabos. La obra, que reproduce un cuadro de Guido Reni conservado en Roma, en la Basílica de San Lorenzo in Lucina, fue ejecutada antes de 1783. A la derecha se puede ver otra estatua, San Francisco de Asís, esculpida en Lucca a mediados del siglo XVIII. En la capilla contigua la Inmaculada Concepción de Vincenzo Scrivo, la San Nicola de Michele Amato y un San Camillo también del taller Serrese de la segunda mitad del siglo XIX. En la última capilla de la nave, bajo el escudo episcopal de Mons. Peronacci (682-1775), obispo de Umbriatico, otra estatua de Lucca del siglo XVIII, San Biagio, patrón de Serra.
A través de la puerta de madera al final de la nave se accede a la sacristía, donde se pueden admirar los gabinetes de madera realizados a principios del siglo XIX por Domenico, Francesco Rossi y Raffaele Barillari por encargo del arcipreste Bruno Maria Tedeschi, futuro arzobispo de Rossano. En la nave derecha, en cambio, se encuentra la primera capilla dedicada a San Francesco di Paola, cuya estatua de madera realizada por Raffaele Regio a mediados del siglo XIX se puede admirar. En el segundo, es visible hoy la estatua de madera de la Virgen del Rosario, esculpida en Lucca a mediados del siglo XVIII y anteriormente cubierta por una hermosa pintura, creada a mediados del siglo pasado por el pintor serrese Venanzio Pisani, ahora Ubicado en el museo adyacente a la iglesia. En el lado izquierdo del altar, en una hornacina, se encuentra un grupo de madera que representa a Tobías y el arcángel Rafael, obra del escultor Antonio Regio del siglo XVIII. En la tercera capilla otra bella obra de Vincenzo Scrivo, la Madonna del Carmine. En este último, sin embargo, el altar construido por el arzobispo de Rossano Bruno Maria Tedeschi, cuyo escudo se puede ver en el tímpano, conserva una imagen de madera de medio cuerpo de San Bruno del siglo XVIII. Al final de la nave, el Sancta Sanctorum conserva dentro de una estructura de bronce del siglo XVIII el gran relicario del siglo XI, originariamente de ébano y marfil, regalado a San Bruno, según la tradición, por la condesa Adelaida, esposa del conde Roger de la Normandos. En el centro del presbiterio se encuentra el altar mayor, una reconstrucción del siglo XIX del gran tabernáculo fanzaghiano conservado en la iglesia Addolorata. Atribuido al taller de los hermanos Drago, contiene el tabernáculo creado por los hermanos Alfonso y Giuseppe Scrivo en 1878. En el coro hay dos grandes cuadros que representan, el primero, el martirio de San Esteban, recientemente atribuido al florentino Bernardino Poccetti (1548-1612]), y el segundo, el concilio de los cartujos, firmado FRANCISCUS CAIVANUS PINGEBAT 1633 y un lienzo que representa la última cena, obra del pintor serrese Stefano Pisani.